# Harmanören, Atabey
Harmanören là một xã thuộc huyện Atabey, tỉnh Isparta, Thổ Nhĩ Kỳ. Dân số thời điểm năm 2011 là 313 người.